# South Mavora Lake
Der South Mavora Lake ist ein See in der Region Southland auf der Südinsel von Neuseeland.

## Geographie
Der 1,6 km² und rund 3 km lange See befindet sich rund 46 km westsüdwestlich von Queenstown zwischen den Livingstone Mountains im Westen und den Thomson Mountains im Osten. Der in einer Nord-Süd-Richtung ausgerichtete längliche See misst an seiner breitesten Stelle rund 900 m in Ost-West-Richtung und seine maximale Tiefe beträgt 40 m.
Rund 1,4 km nördlich schließt sich der sechs Mal größere See North Mavora Lake an.
Der South Mavora Lake ist von der von Süden kommenden unbefestigten Straße der Mavora Lakes Road zu erreichen, die vom New Zealand State Highway 94 nach Norden abzweigt und eine Länge von rund 39 km bis zum North Mavora Lake aufweist.

## Tourismus
An der Westseite des Sees verläuft ein Wanderweg, der Teil des neuseeländischen Fernwanderwegs Te Araroa Trail ist und weiter nördliche entlang der Ostseite des North Mavora Lake über die Boundary Hut und die Taipo Hut bis zum entlang des Greenstone River verlaufenden Greenstone Track im Norden führt.